# Manfredi Nicoletti
Pour les articles homonymes, voir Nicoletti.
Manfredi Nicoletti, né le 16 juin 1930 à Rieti dans la province du même nom dans le Latium et mort le 29 octobre 2017 à Rome (Italie), est un architecte italien.

## Biographie
Manfredi Nicoletti est considéré un des pionniers de la bioclimatique appliquée à l'urbanisme et à l'architecture. Dans les années 1970 son livre l'Ecosistema Urbano - L'Écosystème urbain a ouvert les thèmes de l'écologie appliquée à l'architecture aux problèmes psychologiques et culturels.
Il est membre du PLEA (Passive and Low Energy Association) et d'Eurosolar, vainqueur du prix WREN (World Renewable Energy Network).
Nicoletti a créé et coordonné le cours d'architecture écosystémique à l'université de Rome « La Sapienza ».
Manfredi Nicoletti commence son parcours artistique et intellectuel dans l’atelier de Giacomo Balla à Rome. 
Élève de Pier Luigi Nervi, il obtient son diplôme d’architecture à l'université de Rome en 1954, année au cours de laquelle il part avec une bourse d’étude Fulbright au Massachusetts Institute of Technology, où il obtient le Master en 1955. 
Au cours de cette période, il a été élève de Richard Buckminster Fuller, Pietro Belluschi, Eero Saarinen, Louis Kahn et travaille dans l’agence de Walter Gropius et en tant qu'assistant de Sigfried Giedion à l’université Harvard. Jusqu'en 1957, il travaille avec l'agence de la Minoru Yamasaki. 
Retourné en Italie il ouvre son agence à Rome et travaille avec Pierluigi Nervi ; devient membre de l'Institut national d'urbanisme, il est l'un des cofondateurs, avec Bruno Zevi, de l’INARCH - Institut national d'architecture. 
En 1962, il retourne au MIT avec un Sloan Grant, et devient un membre du Joint Center for Urban Studies. Entre 1963 et 1964, il voyage en Europe, Moyen-Orient et en Asie et développe ses études sur l'architecture des cavernes d'où il tirera l'essai L' Architecture des cavernes (1980) Laterza, qui a reçu le prix international du Comité international des critiques d'architecture. Son intérêt vers l'architecture de l'Art nouveau en Italie a porté en particulier à la redécouverte de l'architecte Raimondo D'Aronco à travers la première monographie dédiée à ses œuvres en 1955.
En 1963, il devient professeur d'architecture à la Rhode Island School of Design. 
En 1965, il fonde avec Paul Maymont, Yona Friedman et Michel Ragon, le Groupe International d'Architecture Prospective (GIAP). 
Il a enseigné à L'Aquila et à Rome et a été professeur de composition architecturale à l'université de Palerme depuis 1980 et à Rome depuis 1988. Il fut ensuite professeur émérite de l'université de Rome « La Sapienza » de Rome. 
Vice-président de l'Académie internationale d'architecture et Honorary Fellow de l’American Institute of Architects et de l'Institut royal d'architecture du Canada. Il a été nommé commandeur de l'ordre des Arts et des Lettres en mars 2009.
Une grande partie des archives de Manfredi Nicoletti est conservée en France dans les collections des Turbulences - Frac et du Nouveau musée national de Monaco.

## Principales réalisations
- Logements, Rieti (1965)
- Fontvieille, Quartier satellite de Monaco, Principauté de Monaco (1968)
- Aéroport de Reggio de Calabre (1974)
- Nouveau bord de mer de Reggio de Calabre (1976)
- Logements, Gela (1976)
- Plan général de Gela (1978)
- Aéroports de Trapani, Lampedusa et Pantelleria (1978)
- Aéroport et tour de contrôle, Catane (1978)
- Maison Moncada, Bagheria (1987)
- Cité universitaire, Udine (1990)
- Hôpital général d'Agrigente (1991)
- Plan général de Gela Rieti (1992)
- Serre scientifique, université de Catane (2000)
- Musée de zoologie de Catane (2000)
- Palais des sports de Palerme (2001)
- Salle des conférences du Parlement, Rome (2002)
- Direction provinciale de police, Rieti (2002)
- Millennium Park, Abuja, Nigeria (2003)
- Palais de justice, Lecce (2004)
- Place Unità d’Italia, Rieti (2004)
- Palais de justice, Arezzo (2008)
- Kazakhstan Central Concert Hall, Astana, Kazakhstan (2009)
- Petaling Jaya Pavilion, Kuala Lumpur, Malaysie (2010)